# České Budějovice
České Budějovice (njem. Böhmisch Budweis) je grad na jugu Češke s 93.470 stanovnika (2017. godine).  Nalazi se na rijeci Vltavi, te je značajna riječna luka, a također i željezničko i cestovno čvorište. Najznačajnija gospodarska grana je proizvodnja piva (svjetski poznato pivo Budweiser). Postoji i ostala prehrambena industrija, kao i industrija namještaja.
Grad je u 13. st. osnovao Hirzo, vitez češkog kralja Otakara II. Přemysla. Grad je bio centar otpora češkog heroja Jana Žižke, te je u njemu njegov grob. U starom gradu postoji barokna arhitektura. Značajan je Crni toranj (češ. Černá věž). 30 km od grada je grad Český Krumlov čija jezgra je upisana na listu svjetske baštine UNESCO-a. U gradu se nalazi terminal jedne od prvih europskih željeznica na konjsku vuču České Budějovice – Linz (1827.).